# Мікронезійська міфологія
Мікронезійська міфологія — комплекс міфологічних уявлень мікронезійців — корінного населення Каролінських, Маршаллових, Маріанських островів, островів Гілберта, Науру, Ошен (Банаба), а також острови Нуї в групі островів Тувалу (колишні Елліс). З полінезійською міфологією її пов'язує певна генетична близькість. З мікронезійськими міфами нерідко збігаються міфи населення островів Нукуро і Капінгамарангі (полінезійські «анклави» у Мікронезії). У той же час у східній Мікронезії відомі власне полінезійські міфологічні системи. 

## Космогонія

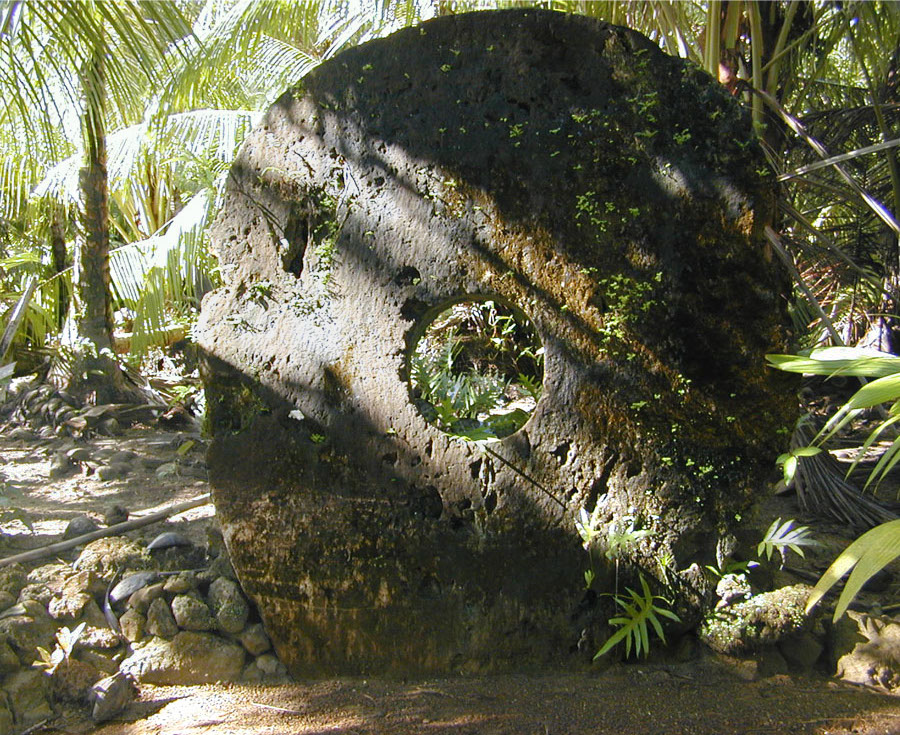
Кам'яні гроші з острова Яп, що гіпотетично виконували сакральну роль, бо виготовлялись на острові Палау на відстані 500 км морем.

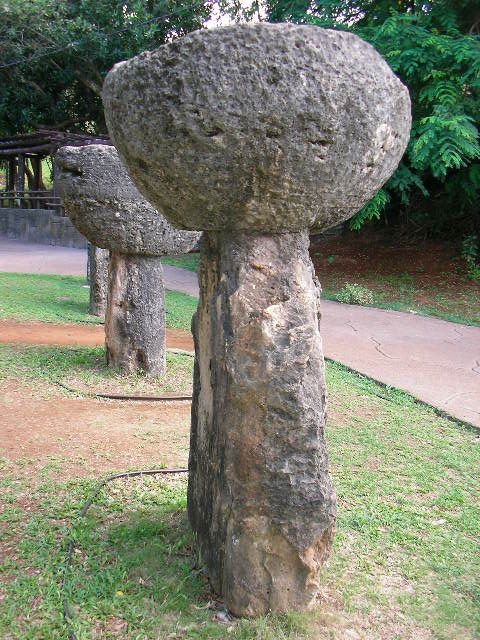
Мегаліти острова Гуам.

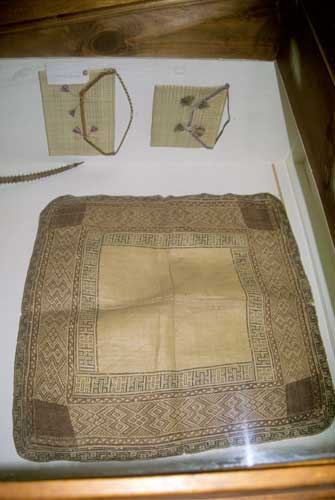
Орнаментована плетена рогожка з пандануса та гібіскуса. Атол Маджуро, Маршаллові острови.

Для мікронезійської міфології характерна різноманітність міфів творіння. Первісний хаос представлений порожнечею (її населяє не тваринне божество, наприклад, Пунтан у чаморро), морем і скелею (або невеличкою пустельною ділянкою суші), двостулковою мушлею, у якій злиті воєдино небо і земля. Елементи навколишнього світу створюються магією слова божества (Лоуа, або Лоа на Маршаллових островах), працею деміурга (Солал, Лук, Логеіланг, Нареау «старший», Великий павук, Лоуа, Анулап, Алууей, черепаха Табакеа на острові Нуї), виникають з частин тіла божества (Пунтан у чаморро, Бака-унанеку, «Великий промінь» на острові Нуї). Море або існує одвіку, або виникає з поту божества, вугра, хробака (острови Науру та Гілберта). Стихійні лиха, бурі, припливи вважаються результатом спільної праці богів неба і підводного світу (Алулопа і Солали на Каролінських островах). Суша утворюється різними способами: у море кидають пісок, землю, попіл, плоди пандануса або кокосу, квіти, кошики (на Маршаллових островах відомий міф про появу островів Ралік і Ратак, які розкидала людина з корзини сміття, переданого йому богом Лоа; з самої корзини виник острів Кілі). Боги виловлюють острови з моря гачком або неводом (Тмелогод на острові Палау; Мотікітік, ідентифікований як полінезійський Мауї; Нареау, чиє друге ім'я — Тікітікі відображає полінезійське запозичення; Матуаранг на ряді островів Гілберта). На сушу перетворюються птахи, що сідають на морські хвилі (Східна Мікронезія).
У міфі про Дамабедоа і Дебенорі (острів Науру) островом стає плавучий будинок, побудований людьми, а в палауанськім міфі суходіл — величезну башту, що підноситься над морем, будують риби, народжені підводної богинею. Небо або існує одвічно, або виникає з однієї половинки мушлі, або з тіла чайки (Маршаллові острови). Поділ неба і землі здійснює деміург за допомогою хробаків, равликів, вугра Ріікі (Рігі), або ж самі метелики, самі черв'яки (острів Науру), вугор. Сонце і місяць з'являються з очей божества (Маріанські острови, острови Гілберта), з равликів, з каменю, розрубаного навпіл і кинутого до неба, вони народжуються разом з морем від першої людської пари (острови Гілберта), від земної жінки, розділяються в результаті сварки (острів Яп). Зірки вважаються дітьми богів або камінням (острів Яп), тваринами, що піднялися на небо, Чумацький шлях — тіло змученого поділом неба і землі вугра Ріікі (острови Гілберта). Рослини та деякі тварини або створені (народжені) богами, або походять з підземного і підводного світу. 
В мікронезійській міфології експліцитно виражена ідея світового дерева (часто це панданус (лат. Pandanus tectorius), звернений кроною до землі). Люди створені богами або виникають з каменю, піску, паличок, стовбура дерева (по гілбертському міфу пращури — «люди Матанго» виникають з гілок світового дерева Кап-н-тику-аба, що росте на острові Самоа), згустка крові або пухиря на нозі бога, а також очей або рук божества. Люди народжуються богинею або напівбогинею (як і в Меланезії, відомі богині, одночасно народжують дітей та їжу, рослини, риб, — богиня Лігубубфану на острові Трук, Латмікаік — на острові Палау, Аідьял — на острові Іфалук), походять від сполучення води з рослинами (острів Понапе), води з піском (острови Гілберта), створюються разом з тваринами за допомогою заклинання (Маршаллові острови). Гілбертські міфи пояснюють виникнення всіх людей, крім самих гілбертцеів, що вважаються нестворенними. Тварини і люди можуть перевтілюватися один в одного (на острові Науру відзначений сюжет про перетворення людини в акулу). Спочатку люди безсмертні (як дерева, знову виростають після порубки). Смерть — це кара за порушення табу або результат суперечки богів. Грім, блискавка, веселка створюються богами (у ряді варіантів народжуються земною жінкою або мишею).

## Пантеон
Пантеон богів мікронезійців недостатньо розвинений, він має численні паралелі в міфах інших народів Океанії. Паралелі полінезійському Тангароа відзначаються і в безіменному громівнику (острів Понапе), і в невидимому божестві (можливо, Уеллеб), і в сліпому Бикарі (Маршаллові острови). Наявні в мікронезійській міфології мотиви приходу божества на землю (Лук, Лугеіланг) схожі з міфами про полінезійського Ронго (Лоно). На окремих островах відомі божества війни, кохання, ремесел (вельми популярний Саланг — патрон усіх теслярів), навігації (Ану ен марасі, Нан-челанг на Каролінських островах), татуювання (Неікалікібай на островах Гілберта). Багато функцій божеств можуть виконувати і небесні духи (Іолофат, Палупоп, «Великий мореплавець», його син Алулуей). На нижчих рівнях міфології з'являються персонажі з іменами богів, наприклад, Пунтан — бог і хитромудра людина у чаморо, Нареау — деміург і трікстер.

## Культурні герої

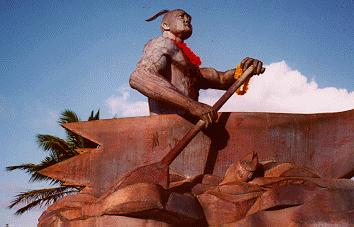
Бронзовий пам'ятник Едао, культурному герою чаморро. Гуам.

Величнішу роль ніж власне боги, грають у міфології напівбоги, духи, герої. Розрізняються духи земні і небесні, добрі («свої») і злі («чужі»), наприклад бладек і делеп у палауанців. 
З циклів міфів про небесних духів, міфічних героїв, трікстерів найбільш відомі міфи: 
- про Іолофата (Олофоле) на Каролінських островах;
- Буе, Нареау (або Матуаранга) на островах Гілберта, Науру;
- Мотікітіке, Едао, Палулопе (на острові Намолук він бог веселки).

Деякі персонажі (Олофат, Буе, Нареау) поєднують риси культурного героя і трікстера. Аналогію гавайським менехуне — маленьким веселим і хитрим чоловічкам, складають невловимі тсокелаі (острови Понапе), ноніб і анджінімар (Маршаллові острови). Один з найважливіших подвигів героїв — здобуття вогню й пожертва його людям. Знання, магічні вміння герої набувають також уві сні, крадуть або приймають їх від духів (священна черепаха робить Едао, сина Уеллеба, великим магом). Для героїв характерне дивне народження (Олофат, син земної жінки і бога Лугеіланга, народжується з голови матері) і розвиток.

## Анімізм
Значного розвитку у народів Мікронезії отримали анімістичні уявлення (духи природи анітеу у чаморро, ану у каролінців, аній у маршаллців). Поширене протиставлення підземного (підводного) і небесного світу, «раю» і «пекла»: 
- макан і ярн на острові Яп;
- паїт і пуе-ліко на островах Понапе;
- сетепуоліс - пекло в уявленнях жителів Каролінські островів, куди Олафат тягне грішників;
- сассалагухан - пекло у чаморро;
- земля героїв-предків і Матанг — вирій у гілбертців.

Душі померлих відправляються на північ або на захід, а звідти — в іншій (потойбічний) світ, кількість цих світів варіюється. Досить поширений міф про скелі, що змикаються та розбивають душі померлих перед дверима небесного бога, про небесного вартового душ.

## Табу
Поширені сюжети про порушення табу, зокрема про інцест: 
- міф про Сікхалоле  і його матір на Каролінських островах;
- міфи зваблення братами сестри, небожом — тітки.

Порушує табу Мотікітік, що йде за своєю матір'ю, яка направляється в підземний світ. Усюди відомі міфи про порушення заборони відкривати таємничий мішок, пакунок тощо (Скринька Пандори). За виконанням табу стежать особисті птахи, чарівний пес Сау Компул. Міфи і перекази мікронезійців багаті сюжетами про демонічних істот або напівдухів, яким властиві дика енергія та недоумство: 
- кан на острові Яп,
- легаслеп на острові Уліта,
- тунг на острові Іфалук.

Прийнявши вигляд людини, вони сватаються за дівчину, ловлять свою жертву і хочуть з'їсти її, але людина або тікає, залишаючи «амулет-оберіг», або хитрістю перемагає духів (історія «Бвуче-божевільний та людожер», острів Уліта). Численні історії про дітей тварин, яким їх батьки допомагають зробити необхідний вчинок, що веде до визнання, про старшого і молодшого брата, де молодший рятує старшого, навчає його ремеслу (іноді брати виявляються ворогами).

## Тотемізм
Сліди тотемізму проявляються в шануванні вугра, хробака, ящірки, риби і прирахованих до них дельфіна, восьминога і деяких птахів. Тотемізм рослин рідкісний; відзначено поклоніння величезному баобабові на острові Науру, двом давнім деревам, що вважалися частиною світового дерева на острові Беру в групі островів Гілберта.